# Dark Souls II
Dark Souls II (яп. ダークソウルII Да:ку Со:ру Цу:, рус. «Тёмные души 2») — компьютерная игра в жанре Action/RPG, разработанная и выпущенная компанией From Software для Xbox 360, PlayStation 3 и Microsoft Windows в 2014 году. За пределами Японии изданием игры занималась Bandai Namco. Игра является продолжением Dark Souls (2011).
Согласно сюжету игры, безымянный главный герой посещает королевство Дранглик в надежде исцелиться от проклятия, обратившего его в нежить. Для этого он должен завладеть несколькими «великими душами», принадлежащими демоническим обитателям Дранглика. Подобно предыдущим играм серии, Dark Souls II отличается высоким уровнем сложности — от игрока ожидается, что он будет многократно терпеть неудачу в боях с сильными противниками и учиться на своих ошибках, чтобы продвинуться дальше. Dark Souls II содержит элементы многопользовательской игры как в виде кооперативной, так и PvP-составляющей — в ходе прохождения игрок может «призвать» в свою игру других игроков в качестве помощников, или же столкнуться с другими, враждебными игроками.
Анонс игры состоялся на мероприятии Spike Video Game Awards в декабре 2012 года. В отличие от Demon's Souls и Dark Souls, геймдизайнер Хидэтака Миядзаки, ранее работавший над серией в качестве руководителя разработки и продюсера, не принимал прямого участия в работе над игрой.

## Игровой процесс
Dark Souls II имеет обновлённый игровой движок первой игры серии. Основой игрового процесса является поэтапное исследование уровней королевства Дра́нглик, «бесшовно» связанных между собой, и убийство врагов, за которые игрок получает души, являющиеся универсальной валютой мира. За души можно повышать уровень, покупать или ремонтировать предметы, либо получать услуги.
Местом восполнения фляг с эстусом, восстановления прочности предметов и магии служат костры, через которые, в отличие от первой части, возможны перемещения по миру с самого начала игры. Тем не менее, повысить уровень персонажа разрешается только у особого персонажа в центральном месте. Здоровье восстанавливают как фляги с эстусом, пополняемые у костра, так и камни душ трёх видов, которые можно найти в местах или «выбить» из враждебного персонажа.
Человечность из Dark Souls, обращающая Полого (англ. Hollow) персонажа в живого, в сиквеле заменилась на человеческую фигурку и теперь может быть использована вне костра для снятия «штрафа» за смерть в виде градационного ограничения очков здоровья. Функция обретения человеческой формы во второй части также немного изменилась: отныне вторжения в мир игрока возможны, даже когда он находится в форме «пустого».
Для встроенной онлайн-составляющей, в отличие от Dark Souls, разработчики внедрили выделенные серверы, которые автоматически собирают статистику об игровом окружении, а также являются способом взаимодействия между игроками, вроде режима PvP, либо односторонней коммуникации в виде сообщений, оставленных другими игроками.
В игре также насчитывается девять ковенантов — режимов, направленных на взаимодействие с другими игроками/игровым миром путём выполнения различных заданий. Логотип выбранного игроком ковенанта расположен слева от полосы здоровья и выносливости и, при определённых условиях (например, в ковенанте «хранители колокола»), носит функцию оповещения игрока.

## Сюжет
Сюжет в игре, как и в игре-предшественнице, минималистичен и подается нестандартно: так как главный персонаж представлен безмолвным, информацию о мире и его событиях игрок черпает из монологов NPC, а также из описаний различных предметов, благодаря чему возникает возможность самостоятельно интерпретировать происходящее.
Dark Souls II не является прямым продолжением первой части, и её действие происходит спустя неопределенное время после событий Dark Souls. В игре есть намеки на то, что королевство Дранглик, которое посещает главный герой, может быть построено на руинах Лордрана — места действия предыдущей игры. Когда-то Дрангликом правили могущественный король Вендрик и его жена, королева Нашандра. Нашандра была реинкарнацией Мануса, первого человека на свете и одного из противников в Dark Souls; после смерти душа Мануса распалась на множество частей, одной из которых была Нашандра. Поддавшись на уговоры Нашандры, Вендрик похитил некое сокровище у гигантов, обитавших за морем, и с его помощью выстроил своё королевство. Гиганты вторглись в Дранглик, и в войне с ними королевство рухнуло, а его жители превратились в нежить. Вендрик не умер, но сошёл с ума и обратился в Пустого (полого) — неразумного живого мертвеца, Нашандра же была заточена им в замке. Сюжет игры связан с троном Дранглика, имеющим мистическое значение: Нашандра — главный антагонист игры — страстно желает вырваться из своей темницы и завладеть троном, Изумрудный Вестник же подталкивает главного героя к тому, чтобы он сам занял трон и заменил Вендрика в качестве божественного правителя. Также, после выхода переиздания Scholar of the First Sin в Dark Souls II появилась новая, альтернативная концовка. После битвы с Нашандрой, при определённых действиях появится новый босс, дающий Вам возможность получить альтернативную концовку. В роли финального босса предстает Алдия, ученик Первородного Греха, старший брат короля Вендрика.

## Разработка
| Системные требования | Системные требования                                          | Системные требования                            |
| -------------------- | ------------------------------------------------------------- | ----------------------------------------------- |
|                      | Минимальные                                                   | Рекомендуемые                                   |
| Microsoft Windows    |                                                               |                                                 |
| ОС                   | Windows Vista SP2, Windows 7 SP1, Windows 8                   | Windows 7 SP1 64bit, Windows 8.1 64bit          |
| ЦПУ                  | Intel Core 2 Duo E8500 3.17 GHz, ATI Phenom II X2 555 3.2 GHz | Intel Core i3-2100 3.1 Ghz, AMD A8 3870 3.6 Ghz |
| Объём ОЗУ            | 2 Гб (ОЗУ)                                                    | 4 Гб (ОЗУ)                                      |
| Место на диске       | 12 Гб (HDD/SSD)                                               | 23 Гб (HDD/SSD)                                 |
| Видеокарта           | GeForce 9600 GT, ATI Radeon HD 5870                           | GeForce GTX 465, ATI Radeon HD 6870             |

Игра содержит в себе схожую игровую механику со своим предшественником. Томохиро Сибуйя, один из руководителей разработки, заявил, что не против предоставления игрокам возможности изменять управление.
Игровой мир планировался примерно в два раза больше, чем в предшественнике, начало игры — доступнее для новичков, но выбора сложности так и не появилось.
Команда разработчиков использовала улучшенный игровой движок, возможности которого можно видеть в трейлерах. В Dark Souls II был улучшен искусственный интеллект врагов, позволяющий им реагировать на большее количество действий игрока.
19 сентября 2013 года был анонсирован перенос даты выпуска версии для персональных компьютеров, которая создается под руководством Юи Танимуры. Он объяснил перенос даты тем, что разработчикам требуется больше времени для оптимизации игры.
25 ноября 2014 года разработчики анонсировали обновленную версию игры под названием Dark Souls II: Scholar of the First Sin (рус. Тёмные души II: Ученый Первородного Греха). Релиз переиздания состоялся 3 апреля 2015 года в Европе и 7 апреля в США на платформах Windows, PlayStation 3, Xbox 360, PlayStation 4 и Xbox One.
В обновленную версию добавлены новые сюжетные события, новые NPC и враги, а также вошли 3 части DLC The Lost Crowns (рус. Затерянные Короны) и улучшен геймплей. Кроме этого, пользователям PlayStation 4, Xbox One и ПК досталась улучшенная графика. На PlayStation 3 и Xbox 360 Dark Souls II: Scholar of the First Sin распространяется в виде обновления версии 1.10, в которую изменения вошли лишь частично, исключая обновлённую графику.

## Критика и оценки
| Сводный рейтинг       | Сводный рейтинг                                         |
| Агрегатор             | Оценка                                                  |
| --------------------- | ------------------------------------------------------- |
| GameRankings          | (X360) 88,95 % (PC) 88,30 % (PS3) 89,68 % (PS4) 87,23 % |
| Metacritic            | (X360) 91/100 (PC) 91/100 (PS3) 91/100                  |
| Иноязычные издания    |                                                         |
| Издание               | Оценка                                                  |
| Famitsu               | 37/40                                                   |
| Game Informer         | 9,75/10                                                 |
| IGN                   | 9/10                                                    |
| Joystiq               | [ 18 ]                                                  |
| Polygon               | 9/10                                                    |
| The Escapist          | [ 20 ]                                                  |
| Русскоязычные издания |                                                         |
| Издание               | Оценка                                                  |
| PlayGround.ru         | 7/10                                                    |
| Riot Pixels           | 80 %                                                    |
| «Игромания»           | 9,5/10                                                  |

Игра получила всеобщее признание прессы и была тепло принята критиками. На Game Rankings оценка составляет 88,95 % для Xbox 360, 88,30 % для PC и 89,68 % для PlayStation 3. На Metacritic — 91/100 для всех платформ.
В Европе и США на 31 марта 2014 года количество проданных копий игры составляет 1,2 миллиона. Согласно финансовому отчету Bandai Namco, игра имела высокие продажи в Бразилии.
В ноябре 2014 года игра получила премию «Золотой Джойстик» как игра года.
Летом 2018 года, благодаря уязвимости в защите Steam Web API, стало известно, что точное количество пользователей сервиса Steam, которые играли в DARK SOULS II хотя бы один раз, составляет 1 266 678 человек, а в DARK SOULS II: Scholar of the First Sin — 1 453 157 человек.